# 金永寿
金 永寿（キム・ヨンス、朝: 김영수、1829年 - 1899年）は、李氏朝鮮の政治家。本貫は光山金氏。号は荷亭。

## 人物
1863年に下級官吏となり、地方官を歴任後、1870年に科挙の文科に及第し、1879年に従二品に昇進、都承旨、江華府留守、吏曹参判を歴任し、1881年に正二品、1886年に従一品、1891年に正一品に昇進した。工曹を除く六曹の各判書、平安道観察使、議政府有司堂上、協弁（次席）内務府事、監弁（主席）内務府事、弘文館・芸文館大提学などを歴任した。甲午改革以後は宮内府の勅任官の職掌にあり、1897年に高宗の大韓帝国皇帝即位の際には朝鮮の有識故実や儀礼の整備、実施に大きな役割を果たした。
朋党政治においては老論派に属した。著作に『荷亭集』がある。